# NGC 4232
NGC 4232 este o galaxie spirală situată în constelația Câinii de Vânătoare. A fost descoperită în 9 martie 1788 de către William Herschel. Se află la o distanță de 107 megaparseci de Pământ.